# The Missouri Breaks
The Missouri Breaks is een western uit 1976 van regisseur Arthur Penn. De filmmuziek is van componist John Williams.

## Verhaal
Tom Logan (Jack Nicholson) is een paardendief. David Braxton (John McLiam) bezit een ranch met flink wat paarden, maar ook een dochter die het stelen waard is. Braxton heeft niettemin één Robert E. Lee Clayton (Marlon Brando) werkt voor hem en is van plan de paardendieven op te sporen.

## Rolverdeling
| Acteur             | Personage     |
| ------------------ | ------------- |
| Marlon Brando      | Lee Clayton   |
| Jack Nicholson     | Tom Logan     |
| Randy Quaid        | Little Tod    |
| Kathleen Lloyd     | Jane Braxton  |
| Frederic Forrest   | Cary          |
| Harry Dean Stanton | Calvin        |
| John McLiam        | David Braxton |
| John P. Ryan       | Si            |
| Sam Gilman         | Hank Rate     |
| Richard Bradford   | Pete Marker   |
| Hunter von Leer    | Sandy         |
| Virgil Frye        | Woody         |
| R.L. Armstrong     | Bob           |
| Daniel Ades        | John Quinn    |
| Vern Chandler      | Vern          |

## Feiten
- De film is controversieel omwille van enkele scènes waarin dieren misbruikt worden. Tijdens de opnames stierf er één paard en raakten er verscheidene paarden zwaargewond.
- Ondanks de verscheidene scènes die Jack Nicholson en Marlon Brando delen in de film, waren ze niet meer dan één dag samen aanwezig op de opnameset.